# 美國補充營養協助計畫
美國補充營養協助計畫（英語：Supplemental Nutrition Assistance Program，SNAP），通常簡稱食物券計劃，是美國的一種貧窮救濟制度，透過發放食物兌換券讓低收入或无收入人群在指定商店免費換得食物。這是一項聯邦援助計劃，由美國農業部（USDA）食品與營養服務局（FNS）管理，但福利由美國各州的具體部門（例如社會服務部、衛生與公眾服務部等）分配。在2013年大約的金額是每月每人130美金等額券。

## 历史

### 食品券的由来
聯邦政府透過食品券來緩解飢荒的能力最早是在國會通過所得稅法時引入的。即使在聯邦政府有了建立社會安全網的資金之後，它直到 20世紀30年代才開始參與糧食援助，當時大蕭條導致失業、無家可歸和飢荒成為影響到很大比例人口的全國性問題。大蕭條時期，農民種植了剩餘農產品，但失業和貧困人口無力購買。食品券的起源部分是為了幫助窮人，但同樣也是為了促進經濟發展並為農民的勞動支付公平的報酬。從本質上講，食品券旨在透過在危機中發放多餘的商品來在農業和聯邦政府之間達成政治協議。

### 第一個食品券計劃（FSP：1939年5月16日–1943年春季）
第一個食品券計劃的想法歸功於許多人，其中最著名的是農業部長亨利·華萊士和該計劃的第一任管理員米洛·帕金斯。帕金斯在談到該計劃時說：「我們得到了一張峽谷的照片，其中一個懸崖上有農業剩餘物，而另一邊則是營養不良的城市居民伸出雙手。我們開始尋找一種實用的方法來建造一座跨越峽谷的橋樑」。
該計劃由美國農業部 (USDA) 實施，允許接受救濟的人們購買相當於正常食品支出的橙色郵票；每購買1美元的橙色郵票，即可獲得價值50美分的藍色郵票。橙色食品券可在任何食品零售商或批發商使用，但不包括酒精飲料、可在店內食用的小攤餐和菸草產品。藍色郵票只能用於購買美國農業部定義的剩餘農產品，其中包括豆類、雞蛋、水果等。
在將近四年的時間裡，第一期FSP惠及了美國近一半縣的約2,000萬人，總成本為2.62億美元。在頂峰時期，該計劃幫助了大約400萬人。第一個受助者是紐約州羅徹斯特的Mabel McFiggin；第一個兌換郵票的零售商是Joseph Mutolo；第一個被發現違反計劃規則的零售商是Nick Salzano，日期是1939年10月。當促成該計劃的條件——無法出售的糧食過剩和大面積失業——不復存在時，該計劃就結束了。

## 參看
- 中國最低生活保障制度